# Эберсвиллер
Эберсвилле́р (фр. Ébersviller) — коммуна во французском департаменте Мозель региона Лотарингия. Относится к кантону Бузонвиль.

## Географическое положение

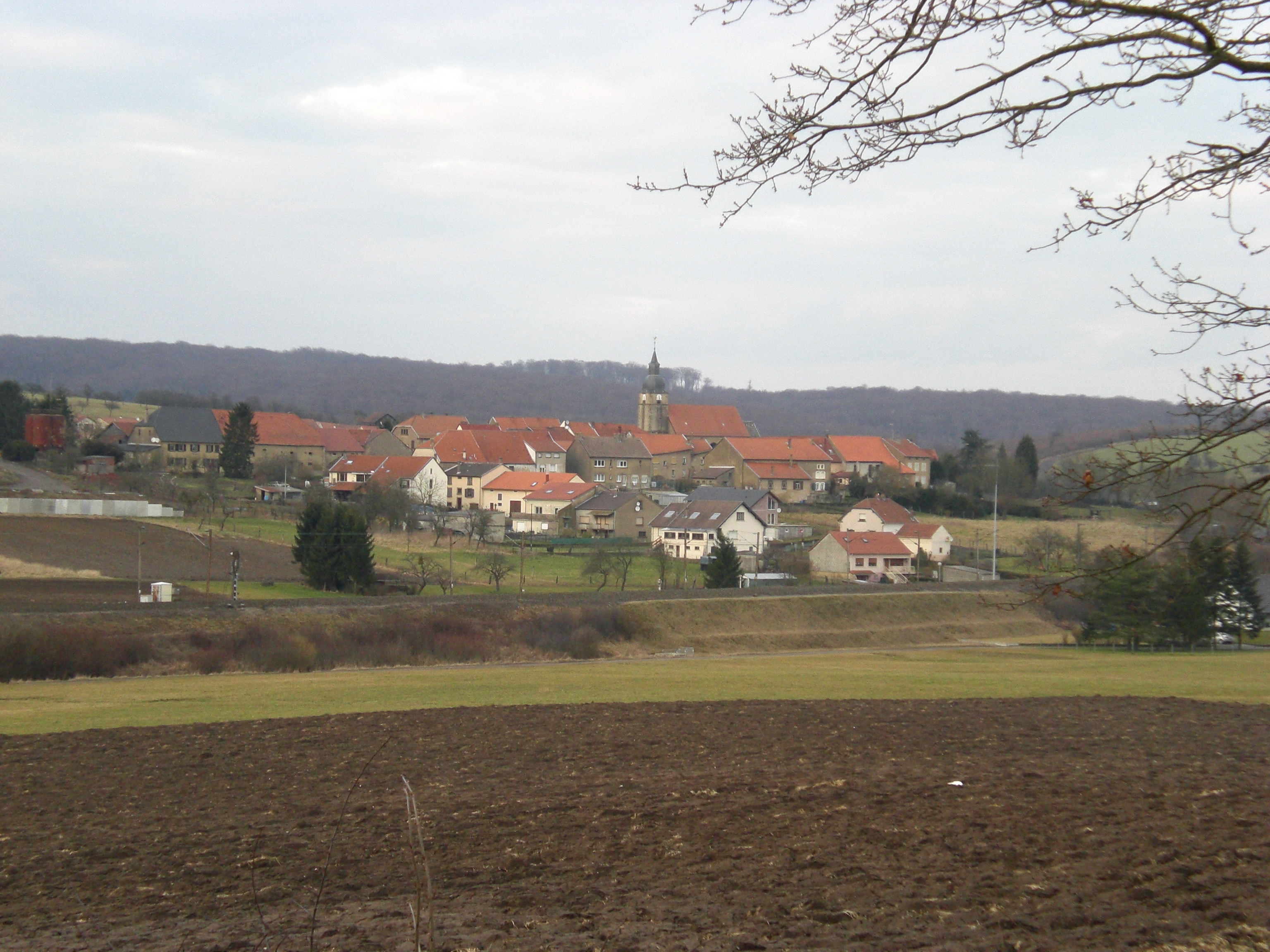
Панорама Эберсвиллера.

Эберсвиллер расположен в 24 км к северо-востоку от Меца в живописной долине Канне. Через коммуну проходит автодорога D55.
Соседние коммуны: Дальстен на севере, Шемри-ле-Дё на северо-востоке, Анзелен, Эстроф и Пибланж на юго-востоке, Абонкур на юго-западе, Омбур-Бюданж на северо-западе.

## История
- Коммуна бывшего герцогства Лотарингия.
- Бывшая деревня аббатств Сен-Пьера в Меце, Виллер-Беттнаш и Реттель.

## Демография
По переписи 2008 года в коммуне проживало 824 человека.

## Достопримечательности
- Церковь Сен-Пьер в неоготическом стиле, 1878 года, статуя святого Себастьяна XVIII века.
- Линия Мажино: артиллерийский бункер Мишельсбер расположен между Дальстеном и Эберсвиллером.